# Black Butte Ranch
Black Butte Ranch – jednostka osadnicza w Stanach Zjednoczonych, w stanie Oregon, w hrabstwie Deschutes.